# خط طول 161° شرق
خط طول 161° شرق هو أحد خطوط الطول الجغرافية، والتي تمتد من القطب الشمالي الجغرافي إلى القطب الجنوبي الجغرافي، وحسب التحويل الزمني يتقدم خط طول 161° شرق عن خط غرينتش بـ10 ساعة و44 دقيقة.

## من القطب إلى القطب
ينطلق خط طول 161° شرق من القطب الشمالي نحو القطب الجنوبي مرورا بالمناطق التي ترد في الجدول التالي:
| الإحداثيات                           | البلد أو الإقليم أو البحر | ملاحظات |
| ------------------------------------ | ------------------------- | --- |
| 90°0′N 161°0′E / 90.000°N 161.000°E  | المحيط المتجمد الشمالي    | |
| 76°6′N 161°0′E / 76.100°N 161.000°E  | بحر سيبيريا الشرقي        | Passing between the Medvyezhi Islands, ياقوتيا, روسيا (في 70°50′N 161°0′E / 70.833°N 161.000°E)                                     |
| 69°35′N 161°0′E / 69.583°N 161.000°E | روسيا                     | ياقوتيا أوكروغ تشوكوتكا الذاتية — من 68°16′N 161°0′E / 68.267°N 161.000°E ماغادان أوبلاست — من 65°10′N 161°0′E / 65.167°N 161.000°E |
| 60°54′N 161°0′E / 60.900°N 161.000°E | بحر أوخوتسك               | Penzhin Bay |
| 59°42′N 161°0′E / 59.700°N 161.000°E | روسيا                     | كراي كامشاتكا — شبه جزيرة كامشاتكا                                                                                                  |
| 54°35′N 161°0′E / 54.583°N 161.000°E | المحيط الهادئ             | مرورا بشرق Ujelang Atoll, جزر مارشال (في 9°46′N 160°59′E / 9.767°N 160.983°E)                                                       |
| 8°38′S 161°0′E / 8.633°S 161.000°E   | جزر سليمان                | جزيرة ماليتا |
| 9°16′S 161°0′E / 9.267°S 161.000°E   | بحر سليمان                | مرورا بشرق the جزيرة جوادالكانال, جزر سليمان (في 9°51′S 160°50′E / 9.850°S 160.833°E)                                               |
| 11°37′S 161°0′E / 11.617°S 161.000°E | بحر المرجان               | |
| 28°18′S 161°0′E / 28.300°S 161.000°E | المحيط الهادئ             | |
| 60°0′S 161°0′E / 60.000°S 161.000°E  | المحيط الجنوبي            | |
| 70°19′S 161°0′E / 70.317°S 161.000°E | القارة القطبية الجنوبية   | منطقة روس, المطالب الإقليمية بالقارة القطبية الجنوبية by نيوزيلندا                                                                  |